# Looking for Richard
Pour plus de détails, voir Fiche technique et Distribution.
Looking for Richard est un film documentaire américain réalisé par Al Pacino, sorti en 1996.

## Synopsis
Al Pacino vise à présenter la vision populaire de l'œuvre de l'écrivain William Shakespeare, à travers des séquences filmées de la pièce de théâtre Richard III, jouées par une troupe d'acteurs (Al Pacino interprétant dans ces scènes le rôle de Richard III), et des interviews d'acteurs, de spécialistes du théâtre, ou d'inconnus interrogés dans les rues new-yorkaises. Il y a juxtaposition des scènes de répétitions de la pièce de Shakespeare Richard III et des parties où il est question de la mise en scène.

## Fiche technique
- Réalisation : Al Pacino
- Scénario :  : Al Pacino, Frederic Kimball
- Producteurs : Al Pacino, Michael Hadge
- Musique : Howard Shore
- Décors :Kevin Ritter
- Montage : Pasquale Buba, William A. Anderson
- Son : Fred Rosenberg
- Directeurs de la photographie : Robert Leacock, Nina Kellgren
- Maquillage : Craig Lyman
- Dates de sortie :
  - États-Unis :11 octobre 1996
  - France : 29 janvier 1997

## Distribution
- Al Pacino (V. F. : Sylvain Joubert) : lui-même, Richard III
- Penelope Allen : elle-même, Queen Elizabeth
- Alec Baldwin (V. F. : Bernard Lanneau) : lui-même, Clarence
- Kevin Conway : lui-même, Lord Hastings
- Estelle Parsons : elle-même, Queen Margaret
- Aidan Quinn : lui-même, Richmond
- Winona Ryder : elle-même, Lady Anne
- Kevin Spacey (V. F. : Michel Derain) : lui-même, Buckingham
- Harris Yulin : lui-même, King Edward
- Richard Cox : Castesby
- Frederic Kimball : lui-même, l'évêque d'Ely
- Gordon MacDonald : lui-même, Dorset
- Vincent Angell : lui-même, Crey
- Jimmy Prairie : le prince Edouard
- Landon Prairie : le jeune prince Richard

Dans leur propre rôle :
- Michael Hadge (V. F. : Jean-Pierre Leroux)
- James Bulleit (V. F. : Michel Ruhl)
- Jaime Sánchez
- John Gielgud
- Vanessa Redgrave
- Kenneth Branagh (V. F. : Patrick Poivey)
- Kevin Kline (V. F. : Dominique Collignon-Maurin)
- Derek Jacobi (V. F. : Jean-Pierre Leroux)
- Peter Brook
- Gil Bellows
- James Earl Jones
- F. Murray Abraham (V. F. : Saïd Amadis)
- Rosemary Harris
- Viveca Lindfors

## Réception critique
Dans Libération, René Solis écrit : 

« Montrer la recherche, le travail, l'énergie plutôt que le résultat, c'est ce qui fait le prix de Looking for Richard, au risque parfois d'un montage exagérément haché. Mais Pacino et sa troupe (Alec Baldwin, Winona Ryder, Kevin Spacey, entre autres) échappent ainsi aux lourdeurs du théâtre filmé. »